# Fast & Furious 6 (banda sonora)
Fast & Furious 6 (Original Motion Picture Soundtrack) es la banda sonora de Fast & Furious 6, lanzado digitalmente a iTunes el 17 de mayo de 2013, y en el D el 21 de mayo de 2013, por Def Jam Recordings Cuenta principalmente con muchas pistas de electrónica, Reguetón y hip hop.
Lucas Vidal compuso la banda sonora de Fast & Furious 6.
La pista "We Own It (Fast & Furious)" de 2 Chainz y Wiz Khalifa alcanzó el número seis en la  lista británica, llegando a ser el tema más exitoso de 2 Chainz en ese país.
Con el acuerdo de la discográfica Axtone (por el DJ sueco Axwell del ex Swedish House Mafia), dos pistas de Hard Rock Sofa una banda rusa de DJ llamado "Here We Go" (con Swanky Tunes) y "Quasar" han sido utilizados por el cine.

## Lista de canciones
| N.º | Título                               | Artista(s)                        | Duración |  |
| 1.  | «We Own It (Fast & Furious)»         | 2 Chainz y Wiz Khalifa            | 3:47     |  |
| 2.  | «Ball»                               | T.I. con Lil Wayne                | 3:24     |  |
| 3.  | «Con Locura»                         | Sua con Jiggy Drama               | 3:47     |  |
| 4.  | «HK Superstar»                       | MC Jin con Daniel Wu              | 3:24     |  |
| 5.  | «Failbait»                           | deadmau5 con Cypress Hill         | 4:49     |  |
| 6.  | «Bada Bing»                          | Benny Banks                       | 3:19     |  |
| 7.  | «Burst! (Bart B More Remix)»         | Peaches                           | 6:13     |  |
| 8.  | «Mister Chicken»                     | Deluxe                            | 3:13     |  |
| 9.  | «Roll It Up»                         | The Crystal Method                | 6:01     |  |
| 10. | «Here We Go / Quasar (Hybrid Remix)» | Hard Rock Sofa con Swanky Tunes   | 3:23     |  |
| 11. | «Cruise (Remix)»                     | Florida Georgia Line con Nelly    | 3:26     |  |
| 12. | «Bandoleros»                         | Don Omar con Tego Calderón        | 5:06     |  |
| 13. | «Rest of My Life»                    | Ludacris con Usher y David Guetta | 3:52     |  |